# Ierjane Maïamerov
Hadji Ierjane Malghajouli Maïamerov (en kazakh : Ержан Малғажұлы Маямеров), né le 16 décembre 1972 à Almaty, est un dignitaire religieux kazakhstanais, mufti suprême du Kazakhstan de 2013 à 2017.

## Biographie
Ierjane Maïamerov est né le 16 décembre 1972 à Alma-Ata, alors capitale de la RSS kazakhe. En 1990, il sort diplômé de l'école Gani Mouratbaïev dans le district de Makanchinski (ru) (aujourd'hui dans le district d'Urjar) de l'oblys du Kazakhstan-Oriental. Après l'accomplissement de son service militaire entre 1991 et 1993, il entre à la faculté de théologie de l'université al-Azhar au Caire. En 2006, il est obtient son diplôme et jusqu'en 2008, il suit des cours au sein du département des fatawa du muftiat égyptien. Depuis 2008, il est l'imam de la mosquée Dolanbaï-Ata de Semeï. Le 10 octobre 2011, il est promu au rang d'imam de la ville tout entière par le mufti suprême du Kazakhstan Äbsattar Derbissäli.
Le 19 février 2013, à l'occasion du VIIe qurultay extraordinaire de la Direction spirituelle des musulmans du Kazakhstan (ru) qui se tient à Astana, il est élu mufti suprême du Kazakhstan à l'unanimité, devenant alors à 40 ans la plus jeune personne jamais promue à ce poste. Lors du même qurultay, il désigne Kaïrat Joldibaïouli (ru) et Serikbaï Oraz (ru) pour être ses adjoints.

## Positions religieuses
Par « islam traditionnel », Ierjane Maïamerov entend principalement l'acharisme et le maturidisme en matière de croyance (aqida) et les quatre principaux madahib en matière de charia (fiqh), ainsi que l'adoption des traditions et des coutumes locales qui n'entrent pas en contradiction avec les canons de l'islam.
Interrogé sur l'objectif de la Direction spirituelle des musulmans du Kazakhstan (ru) qu'il préside, il répond : « L'objectif principal de la Direction spirituelle des musulmans du Kazakhstan est de renforcer la foi du peuple, de contribuer à la préservation de la stabilité de la société et de l'harmonie interethnique et interconfessionnelle, d'appeler les gens à la bonté, à l'unité et servir fidèlement leur patrie »

## Vie privée
Il est marié et père de quatre fils, Ali, Abdoullah, Nasroullah et Moustapha-Nour. 
Son passe-temps favori est l'équitation.

## Décorations
- Médaille du 20e anniversaire de l'Assemblée du peuple du Kazakhstan (16 avril 2015), nommé par le président de la République du Kazakhstan Noursoultan Nazarbaïev[4].
- Chevalier de l'ordre du Kourmet (en) (15 décembre 2017), nommé par le président de la République du Kazakhstan Noursoultan Nazarbaïev[5].

## Publications

### Livres
- (kk) Ierjane Maïamerov, Таным тұғыры («Тахауи ақидасына» түсініктемелер негізінде) [« Socle de la connaissance (basé sur les commentaires de la « Aqida Tahawiyya ») »], Almaty, ғибрат,‎ 2013, 96 p. (ISBN 978-601-211-018-0, lire en ligne)
- (kk) Ierjane Maïamerov, Мүбәрак Рамазан [« Mois béni de Ramadan »], Almaty, ғибрат,‎ 2013, 80 p.